# Otuđenje (filozofija)
Otuđenje ili alijenacija je pojam koji se često koristi u filozofiji. Odnosi se na nešto što je stvorio čovjek, a onda mu se ta tvorevina ukazuje kao strana (tuđa, izvanjska). Takva čovjeka strana (otuđena) sila ukazuje se otuđenom čovjeku kao vanjska sila koja na njega vrši pritisak i on joj se pokorava.O 
tuđenje postoji i u kapitalističkom načinu proizvodnje, gdje se radnik ne osjeća kao kod kuće. Govori se još i o državi i ekonomiji kao o otuđenju, jer ih je stvorio čovjek, a sada država i ekonomija gospodare čovjekom. U svim posebnim slučajevima u stvari se radi o otuđenju čovjeka od čovjeka.